# Pmc Automoveis
Pmc Automoveis Ltda. war ein brasilianischer Hersteller von Automobilen.

## Unternehmensgeschichte
Der deutsche Ingenieur Ingo Poth gründete am 20. Mai 1997 das Unternehmen in Recife. Ab der Mitte der 2000er Jahre stellte er Automobile her. Der Markenname lautete PMC, kurz für Poth Motor Company.
Nach der Geschäftsaufgabe wechselte Poth in die USA und gründete in Fort Lauderdale Alloycars.

## Fahrzeuge
Das Unternehmen stellte Nachbildungen des AC Cobra her. Die offene zweitürige Karosserie bestand aus Aluminium. Ein V8-Motor trieb die Fahrzeuge an. Pro Jahr entstanden hiervon etwa zwölf Fahrzeuge.
2006 wurde das Projekt Predator angekündigt. Rohrrahmen, Einzelradaufhängung, geschlossene zweitürige Karosserie aus Kunststoff und Mittelmotor waren seine Details. Ein V8-Motor von Audi mit 4200 cm³ Hubraum und 426 PS Leistung war ebenso geplant wie ein stärkerer Motor mit 750 PS. Obwohl von diesem Modell jährlich zwölf Fahrzeuge gefertigt werden sollten, blieb es bei einem Prototyp.